# Bank Shot
Pour plus de détails, voir Fiche technique et Distribution.
Bank Shot est un film américain réalisé par Gower Champion, sorti en 1974.

## Synopsis
Une équipe hétéroclite de criminels envisage de cambrioler une banque de Los Angeles temporairement située dans une maison mobile pendant des travaux de rénovation.

## Fiche technique
- Titre : Bank Shot
- Réalisation : Gower Champion
- Scénario : Wendell Mayes d'après le roman de Donald E. Westlake
- Photographie : Harry Stradling Jr.
- Musique : John Morris
- Pays d'origine : États-Unis
- Genre : comédie
- Date de sortie : 1974

## Distribution
- George C. Scott : Walter Upjohn Ballentine
- Joanna Cassidy : Eleonora
- Sorrell Booke : Al G. Karp
- G. Wood (en) : Andrew Constable
- Clifton James : Streiger
- Bob Balaban : Victor Karp
- Bibi Osterwald : Mums Gornik
- Don Calfa : Stosh Gornik
- Frank McRae : Hermann X
- Jack Riley : Jackson
- Liam Dunn : le peintre
- Jack Perkins : Garde noir (non crédité)